# Begonia weigallii
Begonia weigallii là một loài thực vật có hoa trong họ Thu hải đường. Loài này được Hemsl. mô tả khoa học đầu tiên năm 1890.